# Willy Knabe

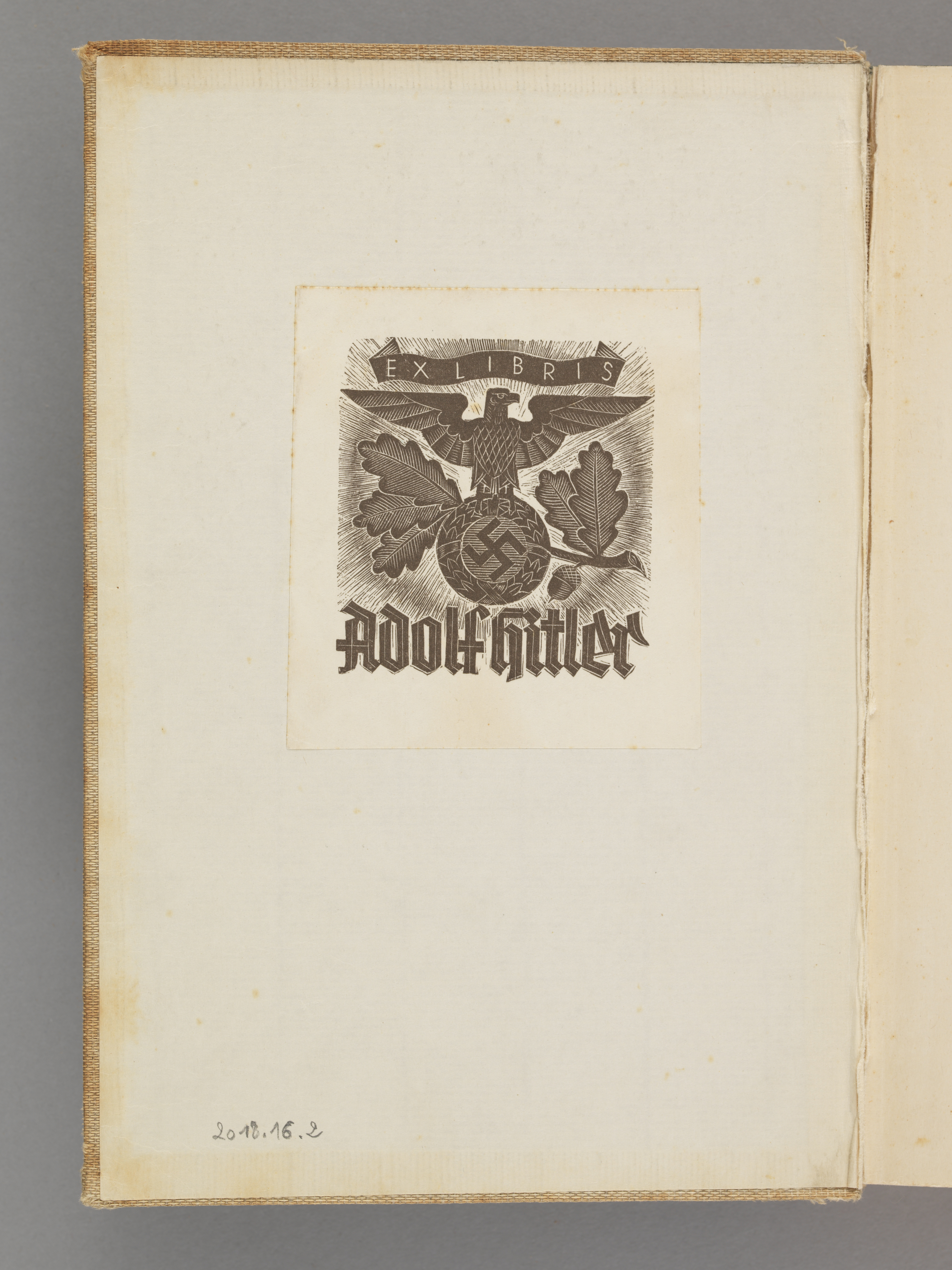
Exlibris für Adolf Hitler von Willy Knabe

Willy Knabe (* 7. Juli 1896 in Eisleben; † 20. März 1967 in Magdeburg) war ein deutscher Maler, Grafiker und Exlibriskünstler. Er arbeitete vorrangig in den Techniken des Holzschnittes und des Holzstiches. Knabe gestaltete 1934 das Exlibris für Adolf Hitler.

## Leben und Werk
Knabe wurde 1896 als achtes Kind eines Schuhmachermeisters geboren. Nach der Schulausbildung machte Knabe eine dreijährige Malerlehre, die er mit der Gesellenprüfung beendete. Von 1914 bis 1916 nahm er als Soldat am Ersten Weltkrieg teil und verlor durch eine schwere Verwundung ein Bein. Von 1916 bis 1920 studierte er an der Kunstgewerbe- und Handwerkerschule in Berlin-Charlottenburg. Danach arbeitete Knabe als freischaffender Maler und Grafiker in Berlin. Seine Arbeiten erschienen regelmäßig in der Illustrirten Zeitung (Leipzig), deren Mitarbeiter er war. Er gestaltete auch Entwürfe für die Industrie, wie AEG, Borsig und Sunlicht. Am 22. Mai 1925 gebar seine Frau Ottilie (Otti) Knabe die gemeinsame Tochter Ursula.
Während der Zeit des Nationalsozialismus  gestaltete Knabe im Jahr 1934 das Exlibris für Adolf Hitler. Er entwarf das Plakat zur Woche des deutschen Buches 1936 in Weimar. Im Jahr 1941 wurde er als Grafiklehrer an die Kunstgewerbe- und Handwerkerschule in Magdeburg berufen. Es erschienen viele teils eindeutig propagandistische und antisemitische Werke von Knabe in Zeitschriften und Büchern, wie dem von der Reichspropagandaleitung der NSDAP herausgegebenen „Deutschen Hausbuch“ von 1943. Daneben gestaltete er mehrere Kleinplakate für den „Wochenspruch der NSDAP“, die mit Zitaten von Nazi-Größen versehen waren.
Nach dem Zweiten Weltkrieg war er ab 1945 wieder freischaffend tätig. Anfang der 1950er-Jahre lebte Knabe im Haus Leipziger Straße 7 in Magdeburg. Spätestens ab Anfang der 1960er-Jahre hatte er eine schwere Lungenkrankheit. Seine Frau konnte als technische Zeichnerin zum Lebensunterhalt beitragen.

### Magdeburg
Knabe erstellte u. a. Folgen zum Magdeburger Stadtbild, wie die Holzschnitte Der Dom zu Magdeburg (1943), Das neue Magdeburg entsteht (um 1960) sowie die Holzstiche Alte Börse in Magdeburg (um 1943), Alte Strombrücke mit Johanniskirche (um 1943), Punkthaus Weinarkaden (um 1960). Knabe gestaltete in Magdeburg mehrere Wandmalereien, wie 1960 das in der Schalterhalle des Magdeburger Hauptbahnhofs (nicht erhalten) und das in der vorgeschichtlichen Abteilung des Kulturhistorischen Museums; daneben Sgraffitos in Schulen. Weiterhin entstanden Werke zur Arbeitswelt sowie vielseitige Illustrationen und Exlibris. Viele Werke von Knabe sind im Kulturhistorischen Museum Magdeburg zu finden.